# Arthur Kullmer
Arthur Kullmer (17 août 1896 à Großbockenheim - 28 mars 1953 à Sverdlovsk) est un General der Infanterie allemand qui a servi au sein de la Heer dans la Wehrmacht pendant la Seconde Guerre mondiale.
Il a été récipiendaire de la croix de chevalier de la croix de fer avec feuilles de chêne. La croix de chevalier de la croix de fer et son grade supérieur: les feuilles de chêne sont attribués pour récompenser un acte d'une extrême bravoure sur le champ de bataille ou un commandement militaire avec succès.

## Biographie
Kullmer étudie à l'école de latin de Grünstadt et s'engage comme volontaire dans l'armée prussienne le 17 août 1914, pendant la Première Guerre mondiale. Il ne le fait pas dans sa Bavière natale, mais dans le grand-duché de Hesse voisin - probablement parce qu'il était encore mineur - et rejoint le 118e régiment d'infanterie (de) à Worms, tout près. À partir d'octobre 1914, il part au front, fut malade à l'hôpital à la fin de l'année et est réaffecté à partir de février 1915. Blessé à l'automne 1915, il s'engage finalement dans l'armée bavaroise. Kullmer est d'abord affecté au bataillon de réserve du 7e régiment d'infanterie royal bavarois (de). Il y devient élève-officier et sous-officier le 17 janvier 1916, puis il repart au front. Au 7e régiment d'infanterie, il est promu lieutenant le 10 juillet 1916. À la fin de l'été 1916, est à nouveau blessé, entre-temps décoré de la croix de fer de 2e classe, revient au front en 1917 et reçut également la croix de fer de 1re classe en 1918. Au cours de la guerre, il a également reçu l'insigne des blessés en noir, l'ordre du mérite militaire bavarois de 4e classe avec épées et la médaille du courage de Hesse (de).
Après la fin de la guerre, Kullmer est incorporé dans la Reichswehr. Il sert d'abord dans l'armée de transition au sein du 47e régiment d'infanterie de la Reichswehr ; lors de la formation de l'armée de 100 000 hommes, il est affecté au 20e régiment (bavarois) d'infanterie (de), où il est utilisé à partir du printemps 1924 comme chef de section à Ratisbonne.
Arthur Kullmer est capturé par l'Armée rouge en 1945 et meurt en captivité le 28 mars 1953.

## Décorations
- Croix de fer (1914)
  - 2e Classe (29 août 1916)
  - 1re classe (8 octobre 1918)
- Insigne des blessés (1914)
  - en noir
- Croix d'honneur en 1934
- Agrafe de la croix de fer (1939)
  - 2e classe (26 mai 1940)
  - 1re classe (12 juillet 1940)
- Médaille du Front de l'Est
- Croix allemande en or (14 janvier 1942)
- Croix de chevalier de la croix de fer avec feuilles de chêne
  - Croix de chevalier le 27 octobre 1943 en tant que Generalleutnant et commandant de la 296.Infanterie-Division[1]
  - 758e feuilles de chêne le 28 février 1945 en tant que Generalleutnant et commandant de la 558. Volksgrenadier-Division[2]